# Veronica rockii
Veronica rockii là một loài thực vật có hoa trong họ Mã đề. Loài này được H.L. Li miêu tả khoa học đầu tiên năm 1952.